# Gouy-en-Artois
Gouy-en-Artois és un municipi francès situat al departament del Pas de Calais i a la regió dels Alts de França. L'any 2007 tenia 353 habitants.

## Demografia

### Població
El 2007 la població de fet de Gouy-en-Artois era de 353 persones. Hi havia 136 famílies de les quals 32 eren unipersonals (12 homes vivint sols i 20 dones vivint soles), 44 parelles sense fills i 60 parelles amb fills.
La població ha evolucionat segons el següent gràfic:
Habitants censats

### Habitatges
El 2007 hi havia 150 habitatges, 141 eren l'habitatge principal de la família, 3 eren segones residències i 6 estaven desocupats. Tots els 149 habitatges eren cases. Dels 141 habitatges principals, 119 estaven ocupats pels seus propietaris, 15 estaven llogats i ocupats pels llogaters i 7 estaven cedits a títol gratuït; 7 tenien dues cambres, 21 en tenien tres, 28 en tenien quatre i 85 en tenien cinc o més. 108 habitatges disposaven pel capbaix d'una plaça de pàrquing. A 55 habitatges hi havia un automòbil i a 68 n'hi havia dos o més.

### Piràmide de població
La piràmide de població per edats i sexe el 2009 era:
| Homes | Edats   | Dones |
| ----- | ------- | ----- |
| 0     | 95 o +  | 0     |
| 0     | 90 a 94 | 0     |
| 4     | 85 a 89 | 0     |
| 0     | 80 a 84 | 8     |
| 4     | 75 a 79 | 8     |
| 20    | 70 a 74 | 16    |
| 4     | 65 a 69 | 0     |
| 16    | 60 a 64 | 8     |
| 0     | 55 a 59 | 12    |
| 24    | 50 a 54 | 20    |
| 4     | 45 a 49 | 16    |
| 8     | 40 a 44 | 8     |
| 12    | 35 a 39 | 16    |
| 20    | 30 a 34 | 24    |
| 4     | 25 a 29 | 0     |
| 16    | 20 a 24 | 0     |
| 16    | 15 a 19 | 12    |
| 8     | 10 a 14 | 16    |
| 12    | 5 a 9   | 8     |
| 8     | 0 a 4   | 16    |

## Economia
El 2007 la població en edat de treballar era de 233 persones, 169 eren actives i 64 eren inactives. De les 169 persones actives 160 estaven ocupades (86 homes i 74 dones) i 9 estaven aturades (4 homes i 5 dones). De les 64 persones inactives 27 estaven jubilades, 19 estaven estudiant i 18 estaven classificades com a «altres inactius».

### Ingressos
El 2009 a Gouy-en-Artois hi havia 140 unitats fiscals que integraven 351 persones, la mediana anual d'ingressos fiscals per persona era de 16.693 €.

### Activitats econòmiques
Dels 9 establiments que hi havia el 2007, 5 eren d'empreses de construcció, 1 d'una empresa de comerç i reparació d'automòbils, 1 d'una empresa immobiliària, 1 d'una empresa de serveis i 1 d'una entitat de l'administració pública.
Dels 4 establiments de servei als particulars que hi havia el 2009, 1 era un paleta i 3 lampisteries.
L'únic establiment comercial que hi havia el 2009 era una carnisseria.
L'any 2000 a Gouy-en-Artois hi havia 18 explotacions agrícoles que ocupaven un total de 767 hectàrees.

## Equipaments sanitaris i escolars
El 2009 hi havia una escola maternal integrada dins d'un grup escolar amb les comunes properes formant una escola dispersa.

## Poblacions properes
El següent diagrama mostra les poblacions més properes.